# John Nunn
John Denis Martin Nunn (Londres, 25 de abril de 1955). Es un Gran Maestro de ajedrez y matemático inglés.

## Biografía
John Nunn fue al Oriel College de Oxford para estudiar matemáticas cuando sólo tenía 15 años en 1970. En ese momento, se decía que Oxford tenía el pregrado más joven desde el Cardenal Thomas Wolsey. Se graduó en 1973 y obtuvo su doctorado en 1978 y permaneció en la Universidad de Oxford como profesor de matemáticas hasta 1981, cuando se convirtió en jugador profesional de ajedrez.

## Carrera
Uno de los jugadores ingleses más fuertes de todos los tiempos y una vez en la lista de los 10 mejores a nivel mundial, Nunn ha ganado dos veces la medalla de oro individual en las Olimpíadas de ajedrez. Obtuvo el título de Gran Maestro Internacional en 1978 y en el mismo año fue galardonado con su doctorado en matemáticas por la Universidad de Oxford por una tesis sobre H-espacios finitos. En 1989 finalizó sexto en la Copa del Mundo inaugural (y única), una serie de torneos en los que competían los mejores 25 jugadores del mundo. Su mejor actuación en el Campeonato del mundo de ajedrez llegó en 1987, cuando perdió un partido de playoff contra Lajos Portisch para una plaza en el Torneo de candidatos.
Además de ser un fuerte jugador de ajedrez, Nunn es considerado uno de los mejores autores contemporáneos de libros de ajedrez. Nunn ha escrito muchos volúmenes, como Secretos de un Gran Maestro de Ajedrez que ganó el premio al Libro del Año de la Federación Británica de Ajedrez en 1988 y el libro Las Mejores Partidas de John Nunn que recibió el premio en 1995. Es director de las publicaciones de ajedrez Gambit Publications.
Nunn también está involucrado en los problemas de ajedrez, componiendo numerosos ejemplos y resolviendo como parte del equipo británico en numerosas ocasiones. En esta materia escribió Resolviendo con Estilo (1985). Ganó el Campeonato del mundo de resolución de ajedrez en Calcídica (Grecia), en septiembre de 2004 y también obtuvo su norma final de GM en resolución de problemas. Es la tercera persona en obtener los dos títulos de GM: en el tablero y de resolución (los otros han sido Jonathan Mestel y Ram Soffer). 
Desde mediados de los años 1990 ha estado trabajando activamente en minería de datos de base de datos de tablas de finales. Los resultados de este trabajo se incluyen en los libros Secretos de los Finales de Torre, Secretos de los Finales de Piezas Menores y Secretos de los Finales sin Peones. Estos libros incluyen estrategias de finales aplicables encontradas por Nunn (y otros) mediante experimentación intensiva con bases de datos de tablas de finales y han aparecido nuevas ediciones debido a que son creadas por bases de datos más profundamente minadas. Nunn es así (hasta 2004) el minero de datos más conocido de bases de datos de tablas de finales. Este trabajo se corresponde a la parte de trabajos de finales de Elwyn Berlekamp, John Conway y otros sobre timbireche, Hex y otros juegos.
En la lista de julio de 2007 de la FIDE, Nunn tenía un ELO de 2602, siendo el quinto ajedrecista de Inglaterra detrás de Michael Adams, Nigel Short, Matthew Sadler y Julian Hodgson. En dicha lista aparece como inactivo desde octubre de 2006.
Está casado con Petra Fink-Nunn, una jugadora de ajedrez alemana con el título de Maestra FIDE Femenina.

## Libros
- 101 Miniaturas de Ajedrez Brillantes (2000), Gambit Publications. ISBN 1-901983-16-1.
- Como Derrotar a la Defensa Siciliana 3 (1995, con Joe Gallagher), Henry Holt & Co. ISBN 0-8050-4227-X.
- La Najdorf Completa 6.Ag5 (1997), International Chess Enterprises. ISBN 1-879479-45-1.
- Endgame Challenge (2002), Gambit Publications. ISBN 1-901983-83-8.
- Ajedrez de los Grandes Maestros, jugada a  (2005), Gambit Publications. ISBN 978-84-935454-2-0
- Las Mejores Partidas de John Nunn (2001), Batsford. ISBN 0-7134-7726-1.
- John Nunn's Chess Puzzle Book (1999), Gambit Publications. ISBN 1-901983-08-0.
- Aprende Ajedrez (2002), Gambit Publications. ISBN 1-901983-30-7.
- Aprende Táctica de Ajedrez (2004), Gambit Publications. ISBN 1-901983-98-6.
- Mammoth Book of the World's Greatest Chess Games (2004, con Graham Burgess y John Emms ), Carroll & Graf. ISBN 0-7867-1411-5.
- Aperturas de Ajedrez de Nunn (1999), Everyman Chess. ISBN 1-85744-221-0.
- Secretos de los Grandes Maestros de Ajedrez (1997), International Chess Enterprises. ISBN 1-879479-54-0.
- Secretos de los Finales de Piezas Menores (2001), Rowman Littlefield. ISBN 0-7134-7727-X.
- Secretos de los Finales sin Peones (1994, 2002), Gambit Publications. ISBN 1-901983-65-X.
- Secretos del Ajedrez Práctico (1998), Gambit Publications. ISBN 1-901983-01-3.
- Secretos de los Finales de Torre (1992, 1999), Gambit Publications. ISBN 1-901983-18-8.
- Solving in Style (1995, 2002), Gambit Publications. ISBN 1-901983-66-8.
- Finales de Ajedrez Tácticos (2003), Batsford. ISBN 0-7134-5937-9.
- Comprender ajedrez Jugada a Jugada (2001), Gambit Publications. ISBN 1-901983-41-2.